# Danuta Paluchowska
Danuta Paluchowska z domu Zamącińska (ur. 1 lipca 1935 w Grodnie, zm. 17 marca 2007 w Lublinie) – polska uczona, humanistka, historyk literatury, edytor, profesor KUL.  
Maturę uzyskała w 1952 w Białymstoku. Studia polonistyczne ukończyła na Katolickim Uniwersytecie Lubelskim (1952-57). Związana z KUL - od 1960 pracownik tej uczelni, od 1970 adiunkt przy Katedrze Literatury Oświecenia i Romantyzmu, od 1983 docent, od 1997 profesor nadzwyczajny.  
Doktorat z nauk humanistycznych uzyskała w 1970, w 1983 habilitację. Od roku 1997 do 2005 kierowała Katedrą Literatury Oświecenia i Romantyzmu KUL.
W pracy naukowej zajmowała się polską poezją romantyczną i edytorstwem.
Żona dyrektora biblioteki Katolickiego Uniwersytetu Lubelskiego Andrzeja Paluchowskiego.
Pochowana na cmentarzu przy ul. Lipowej w Lublinie.

## Publikacje
- Słynne - nieznane. Wiersze późne Mickiewicza, Słowackiego, Norwida, Lublin: Redakcja Wydawnictw KUL 1985.
- (redakcja) Religijne Tradycje Literatury Polskiej, pod red. Stefana Sawickiego, t. 7: Religijny wymiar literatury polskiego romantyzmu, red. D. Zamącińska, M. Maciejewski, Lublin: TN KUL 1995.
- (redakcja) Czesław Zgorzelski - uczony i wychowawca, red. D. Paluchowska, M. Maciejewski, Lublin: Wydawnictwo KUL 2002.
- Drogi Marianie - przez wiele lat czytaliśmy poezje Mickiewicza, usiłując wypatrzyć znaczenia, emocje, przeżycia, których nie dostrzegli inni badacze i czytelnicy, Kielce: Wydawnictwo Cedro i Synowie 2007.